# Пермский государственный гуманитарно-педагогический университет
Пе́рмский госуда́рственный гуманита́рно-педагоги́ческий университе́т (ПГГПУ), до 2012 года Пермский государственный педагогический университет (ПГПУ) — высшее учебное заведение в Перми. Основанный в 1921 году как педагогический институт, является одним из старейших вузов Урала. Представляет собой образовательный, культурный и научный центр Пермского края.

## Общие сведения
В университете обучается свыше 7500 студентов. Диплом специалиста (5 лет обучения) можно получить по 26 специальностям, диплом бакалавра (4 года (Педагогическое образование с двумя профилями подготовки, срок обучения — 5 лет) по 2 направлениям, степень магистра (2 года). Функционируют аспирантуры по 14 специальностям и докторантура по специальности «Общая психология, психология личности, история психологии».
Научные школы педагогического университета Перми нашли признание в России и за рубежом. В 1980-е годы на факультете психологии преподавал известный учёный В. С. Мерлин. В настоящее время на базе университета ежегодно проводятся научные конференции по психологии «Мерлинские чтения».

## История
В 1916 году было принято решение открыть в Перми филиал Императорского Петроградского университета, который уже через год стал самостоятельным Пермским государственным университетом. Под нужды университета было отдано недавно построенное здание губернской земской управы на улице Сибирской.
2 октября 1919 года в Перми был создан институт народного образования (ИНО), располагавшийся в здании учительской семинарии на углу улиц Кунгурской и Торговой (ныне Комсомольский проспект и улица Советская). 9 сентября 1921 года постановлением плановой комиссии Главпрофобра Пермский институт народного образования был преобразован в педагогический институт — именно эта дата считается официальной датой рождения вуза. Изначально он имел три факультета: дошкольного воспитания, педагогический и школьно-инструкторский. Однако уже в следующем, 1922 году институт как самостоятельное учебное заведение перестал существовать.
В июле 1922 года педагоги и студенты института были присоединены к Пермскому государственному университету; вместе с факультетом общественных наук и сокращённым физико-математическим факультетом университета они образовали педагогический факультет — крупнейший из факультетов Пермского университета. Педагогический факультет и правление ПГУ расположились в здании по улице Сибирской. Педагогический факультет в структуре университета был одним из самых крупных: на нём обучались более 900 студентов.
15 октября 1930 года распоряжением Наркомпроса педагогический факультет был преобразован в самостоятельный вуз — Пермский индустриально-педагогический институт. За ним закрепилось здание по ул. Сибирской (в то время Карла Маркса); на момент образования институт насчитывал 9 отделений. С 15 октября 1930 года по 1940 год он подготовил 4000 педагогов.
В послевоенные годы в институте открылись новые факультеты, в том числе иностранных языков. В 1950-е годы был построен новый учебный корпус по улице Пушкина, а позднее — ещё два корпуса. к 1970-м годам институт стал одним из ведущих педагогических вузов страны.
В 1994 году изменился статус вуза: по итогам аттестации Пермский государственный педагогический институт переименован в Пермский государственный педагогический университет (ПГПУ) приказом Министра образования РФ № 290 от 27 июля 1994 года.
В 2012 году, в соответствии с приказом Министерства образования и науки от 25 мая 2012 года, Пермский государственный педагогический университет был переименован в Пермский государственный гуманитарно-педагогический университет (ПГГПУ).

## Структура

### Факультеты
Университет насчитывает 12 факультетов и 1 институт:
- математический факультет (МФ);
- филологический факультет (ФФ);
- исторический факультет (ИстФ);
- физический факультет (ФизФ);
- естественнонаучный факультет (ЕНФ);
- факультет информатики и экономики (ИнЭк);
- факультет иностранных языков (ИнЯз);
- факультет музыки (МузФ);
- факультет физической культуры (ФФК);
- факультет педагогики и психологии детства (ПиПД);
- факультет педагогики и методики начального образования (ПиМНО);
- факультет правового и социально-педагогического образования (ПиСПО);
- Институт психологии.

### Корпуса и филиалы
В Перми университет имеет четыре корпуса: 1 корпус (ул. Сибирская, 24), 2 корпус (ул. Пушкина, 44), 4 корпус (ул. Пушкина, 42), 5 корпус (ул. Пермская, 65). Иногородним студентам предоставляются три общежития. С 2002 года существуют филиалы университета в Осе, Лысьве, Кунгуре и Чайковском, а также представительство в Кудымкаре.

### Прочие подразделения
При университете функционируют:
- научные подразделения, научно-технологический парк;
- университетская библиотека (730 тысяч книг);
- центр этнолингвистики народов Прикамья;
- центр новейшей русской литературы;
- биологическая станция;
- факультет повышения квалификации преподавателей;
- подготовительный факультет;
- информационно-вычислительный центр;
- интернет-центр;
- зоологический музей;
- археологический музей;
- общеуниверситетская газета «Учитель»;
- издательский центр.

## Директора и ректоры
- С. А. Стойчев (1930—1931)
- З. И. Красильщик (1932)
- А. В. Козырев (1932—1935)
- П. Г. Погожев (1935—1937)
- к.п.н. В. С. Павлюченков (1937—1943)
- М. И. Алексеев (1943—1944)
- к.х.н. С. Я. Чумаков (1944—1948, 1959—1979)
- к.и.н. К. С. Маханёк (1948—1953)
- к.п.н. С. И. Турченко (1953—1955)
- к.и.н. Г. И. Дедов (1955—1958)
- д.и.н. И. С. Капцугович (1979—2001)
- к.ф.-м.н. А. К. Колесников (2001—2019)
- к.и.н. К. Б. Егоров (c 2019)[8]

## Известные выпускники
спортсмены
- Аликин, Владимир Александрович — биатлонист, Чемпион Олимпиады-1980 в Лейк-Плэсиде в эстафете 4х7,5 км, многократный чемпион мира и СССР, заслуженный тренер России.
- Высокова, Светлана Юрьевна — конькобежка, бронзовый призёр зимних Олимпийских игр 2006 на дистанции 500 м в командной гонке, многократная чемпионка России
- Девятьяров, Михаил Талгатович — Олимпийский чемпион (1988, Калгари) в гонке на 15 км (лыжные гонки)
- Садырин, Павел Фёдорович — советский футболист и российский футбольный тренер. Мастер спорта. Заслуженный тренер РСФСР.
- Томилова, Наталья Валерьевна — российская спортсменка, чемпионка мира по спортивному ориентированию (2002).

деятели культуры и науки
- Дергачёв, Иван Алексеевич — российский литературовед, доктор филологических наук, профессор.
- Коновалов, Григорий Иванович — член СП СССР, лауреат Государственной премии РСФСР.
- Лебедев, Павел Васильевич(1905—1972) ― советский ботаник, доктор биологических наук, профессор, основатель уральской школы морфологов[9].
- Шумкова, Елена Александровна — российская оперная певица, солистка Пермского академического театра оперы и балета им. П. И. Чайковского. Голос — колоратурное сопрано.

государственные деятели
- Петров, Александр Петрович — российский государственный деятель, депутат Государственной думы VI созыва[10][11] от партии «Единая Россия», член комитета Государственной думы по охране здоровья, почётный консул Словацкой республики в Екатеринбурге[12].